# Кармак (селище)
Карма́к (рос. Кармак) — селище у складі Тугулимського міського округу Свердловської області.
Населення — 265 осіб (2010, 267 у 2002).
Національний склад станом на 2002 рік: росіяни — 92 %.